# Theleporus cretaceus
Theleporus cretaceus är en svampart som beskrevs av Fr. 1847. Theleporus cretaceus ingår i släktet Theleporus och familjen Grammotheleaceae.   Inga underarter finns listade i Catalogue of Life.